# Golfstaternes samarbejdsråd
Golfstaternes samarbejdsråd (forkortet GCC, arabisk مجلس التعاون لدول الخليج العربية) er et samarbejde mellem en række af golfstaterne. Samarbejdet blev grundlagt den 24. maj 1981.

## Medlemslande
- Bahrain
- Kuwait
- Forenede Arabiske Emirater
- Oman
- Qatar
- Saudi-Arabien

## Generalsekretærer
| Periode                        | Navn                              | Land                          |
| ------------------------------ | --------------------------------- | ----------------------------- |
| 26. maj 1981 – April 1993      | Abdullah Bishara                  | Kuwait                        |
| April 1993 – April 1996        | Fahim bin Sultan Al Qasimi        | De Forenede Arabiske Emirater |
| April 1996 – 31. marts 2002    | Jamil Ibrahim Hejailan            | Saudi Arabien                 |
| 1. april 2002 – 31. march 2011 | Abdul Rahman bin Hamad Al Attiyah | Qatar                         |
| 1. april 2011 – Nuværende      | Abdullatif bin Rashid Al Zayani   | Bahrain                       |